# ハフパット修道院
ハフパット修道院またはハフパト修道院（アルメニア語: Հաղպատի վանական համալիր、Հաղպատավանք）とは、アルメニア・ロリ地方の村、ハフパットにある修道院である。1996年に、UNESCOの世界遺産に登録された。

## 歴史
アルメニアは、世界最古のキリスト教を国教とした国家として知られる。5世紀から7世紀にかけて、アルメニア使徒教会は教義の解釈や建築面において独自の発展を遂げたが、アラブ人による征服により、その発展は中断を余儀なくされた。
アルメニアの再独立は、9世紀を待たねばならない。ハフパット修道院が建設されたのは、再独立が達成された以降である970年代である。991年には完成したが、度重なる地震が修道院を破壊したのも事実であり、1105年には、セルジューク朝の攻撃を受けた。

## 主な建築物
- 聖ニシャン聖堂--修道院を構成する建築物の中で最大規模。建築時期は、967年から991年。
- 聖グレゴリウス教会—1005年に建設された教会。両側に設けられた聖堂は1257年に増築されたもの。この協会の中央部にはドーム上の屋根が設けられている。
- ハフパットの聖十字架—11世紀から13世紀にかけて刻まれた十字架。アルメニアで多く見出すことが出来る聖十字架の中でもハフパットの聖十字架がもっとも有名である。

## 世界遺産

### 登録基準
この世界遺産は世界遺産登録基準のうち、以下の条件を満たし、登録された（以下の基準は世界遺産センター公表の登録基準からの翻訳、引用である）。
- (2) ある期間を通じてまたはある文化圏において、建築、技術、記念碑的芸術、都市計画、景観デザインの発展に関し、人類の価値の重要な交流を示すもの。
- (4) 人類の歴史上重要な時代を例証する建築様式、建築物群、技術の集積または景観の優れた例。

## ギャラリー

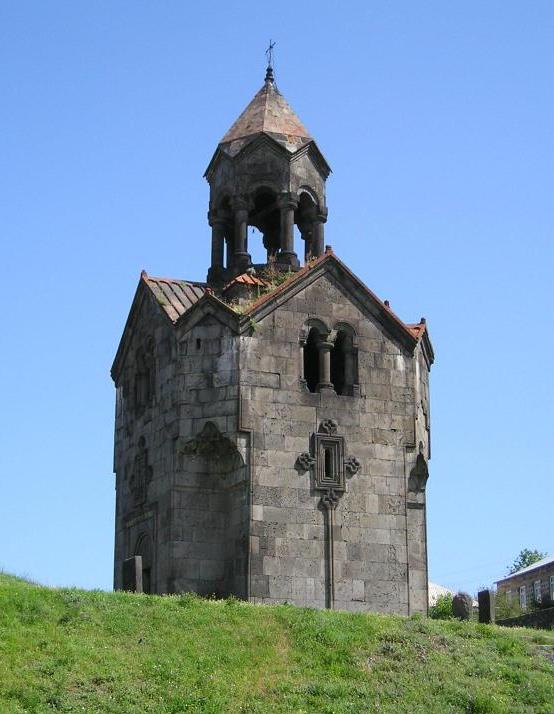
鐘楼
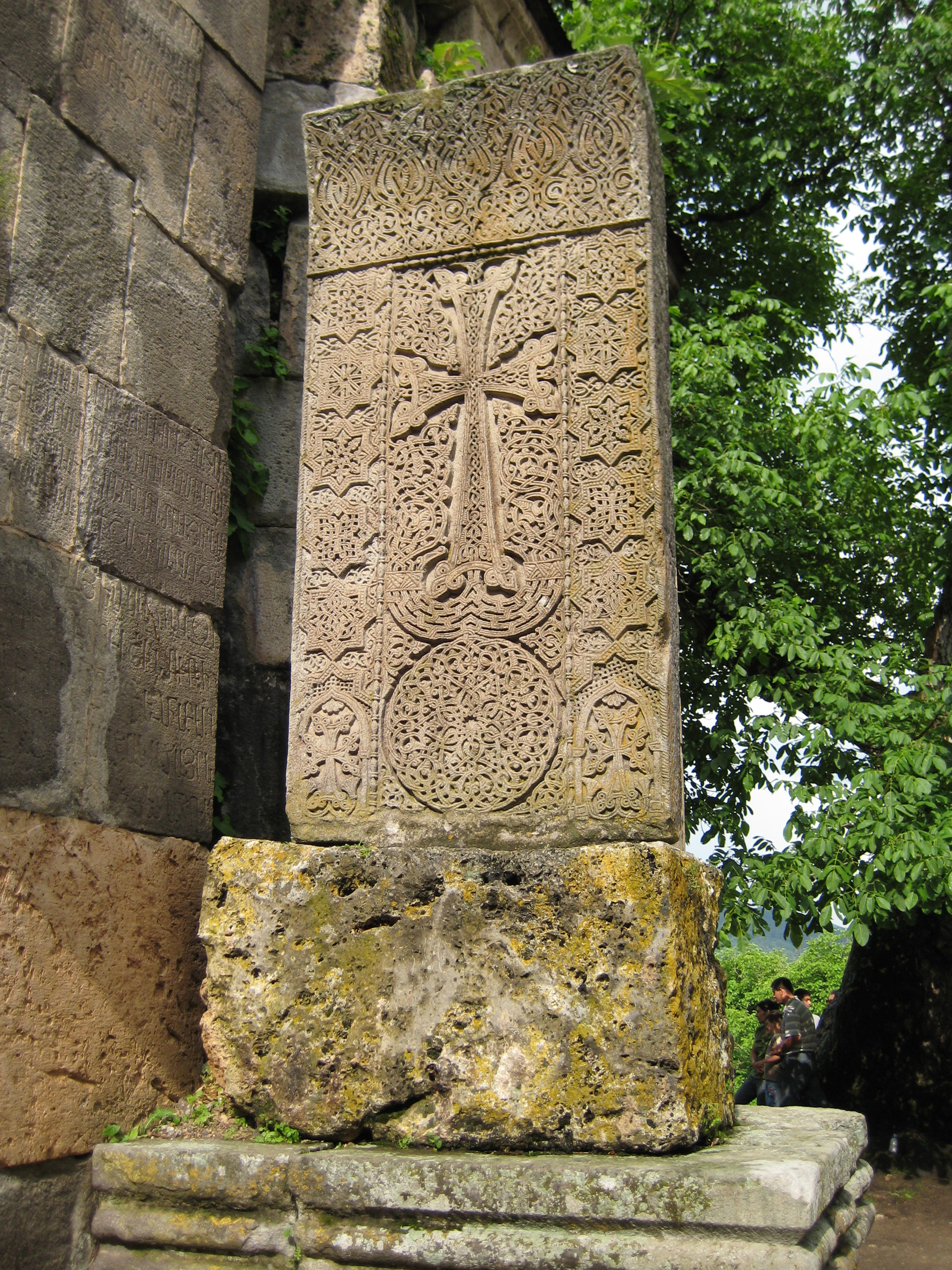
ハフパットの聖十字架

座標: 北緯41度05分38秒 東経44度42分43秒 / 北緯41.09389度 東経44.71194度